# Charles McKenna
Charles McKenna est un arbitre anglais de football des années 1950.

## Carrière
Il a officié dans une compétition majeure :
- Copa América 1953 (3 matchs)